# Weißkopfsaki

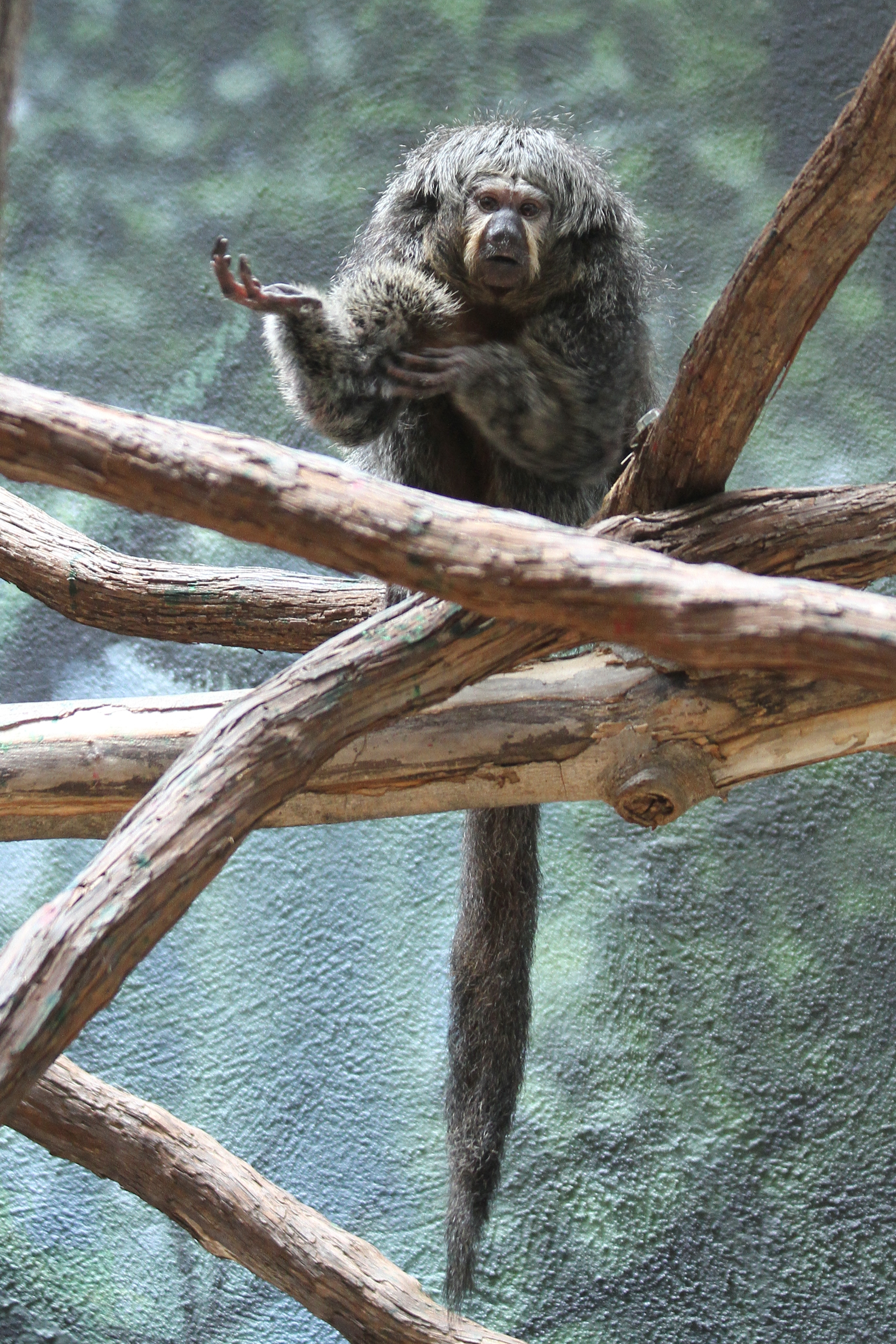
Weibchen

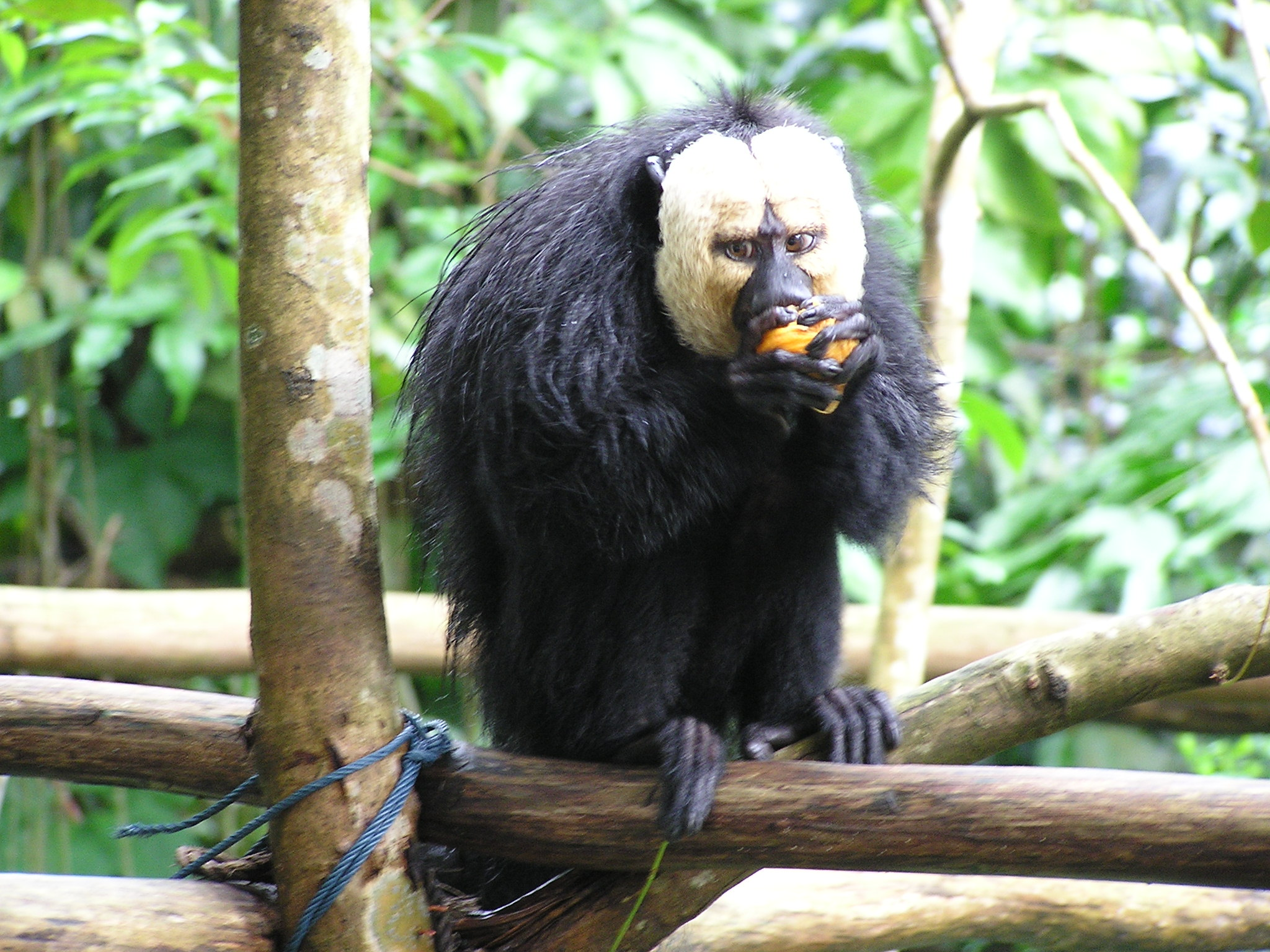
Weißkopfsaki beim Fressen

Der Weißkopfsaki oder Blasskopfsaki (Pithecia pithecia) ist eine Primatenart aus der Gruppe der Neuweltaffen.

## Beschreibung
Weißkopfsakis erreichen eine Kopf-Rumpf-Länge von 30 bis 48 Zentimeter, der buschige Schwanz wird in etwa gleich lang wie der Körper. Das Gewicht beträgt etwa 1,5 bis 1,8 Kilogramm, wobei die Männchen etwas schwerer als die Weibchen werden. Die Hinterbeine sind deutlich länger als die Vorderbeine, der Schwanz kann nicht als Greifschwanz verwendet werden. Das Fell ist lang und zottelig, die beiden Geschlechter sind insbesondere im Gesichtsbereich deutlich unterschiedlich gefärbt. Die Männchen sind überwiegend schwarz, das Gesicht und die Kehle sind in starkem Kontrast dazu weißlich. Die Weibchen ähneln mit ihrem schwarzgrauen oder braungrauen Fell stärker den übrigen Sakis, bei ihnen erstrecken sich zwei weiße Streifen von den Augen- zu den Mundwinkeln. Die Nase ist bei beiden Geschlechtern breit und die Nasenlöcher stehen weit auseinander.

## Verbreitung und Lebensraum
Weißkopfsakis bewohnen das nordöstliche Südamerika. Ihr Verbreitungsgebiet umfasst Guyana, Surinam und Französisch-Guayana, das östlich des Guri-Stausees gelegene Gebiet in Venezuela, den brasilianischen Bundesstaat Amapá und den nördlich des Amazonas gelegenen Teil von Pará. Ihr Lebensraum sind Wälder, wobei sie sowohl in tiefer gelegenen Regenwäldern als auch in Gebirgswäldern vorkommen können.

## Lebensweise
Weißkopfsakis sind tagaktive Baumbewohner, die selten auf den Boden kommen. Sie halten sich häufig in der mittleren oder unteren Kronenschicht auf. Sie bewegen sich häufig auf allen vieren oder vertikal kletternd fort, können aber dank ihrer kräftigen Hinterbeine auch weite Sprünge machen. Diese Tiere leben in kleinen Gruppen, möglicherweise monogame Familiengruppen. Ihre Streifgebiete sind mit 4 bis 10 Hektar sehr klein.
Die Nahrung dieser Tiere setzt sich vorwiegend aus Samen und Früchten zusammen, in geringem Ausmaß nehmen sie andere Pflanzenteile und Insekten zu sich.

## Fortpflanzung
Nach einer rund 163- bis 176-tägigen Tragzeit bringt das Weibchen in der Regel ein einzelnes Jungtier zur Welt. Hauptsächlich die Mutter kümmert sich um das Junge, das nach mehreren Monaten entwöhnt wird. In menschlicher Obhut können die Tiere ein Alter von 35 Jahren erreichen.

## Gefährdung
In freier Natur sind die Bestände der Weißkopfsakis derzeit nicht bedroht. Die IUCN listet sie als „nicht gefährdet“ (least concern).
In Deutschland wird die Art in 17 Einrichtungen gepflegt.